# Свети Кирик (лагер)
„Свети Кирик“ е концентрационен лагер, създаден с постановление на Министерския съвет на Царство България през август 1943 г.
В него се затварят комунисти и други противници на прогерманския режим на правителството на Богдан Филов.
Лагерът е разположен в Горноводенския манастир край Асеновград. Броят на концлагеристите достига 125 души. През есента на 1943 г. лагерът е закрит, но е подновен през март 1944 г., когато започва да функционира като женски концлагер.
През юли 1944 г. вече се използва за задържане на съветски военнопленници, избягали при конвоирането им към германския тил.
Лагерът е ликвидиран след 9 септември 1944 г.